# Eperua
Eperua é um género botânico pertencente à família Fabaceae.
Espécies descritas:
- Eperua bijuga
- Eperua duckeana
- Eperua falcata
- Eperua glabra
- Eperua glabriflora
- Eperua grandiflora
- Eperua jenmanii
- Eperua leucantha
- Eperua obtusata Cowan
- Eperua oleifera Ducke
- Eperua praesagata
- Eperua purpurea
- Eperua rubiginosa
- Eperua schomburgkiana
- Eperua venosa